# Roadside Romeo
Pour plus de détails, voir Fiche technique et Distribution.
Roadside Romeo (en hindi रोडसाइड रोमियो) est un film d'animation indien en images de synthèse réalisé par Jugal Hansraj, sorti en octobre 2008 en Inde et aux États-Unis. Le film est une coproduction de Yash Raj Films et de Walt Disney Pictures et l'animation a été réalisée par Walt Disney Company India. L'histoire met en scène les aventures de Roméo, un chien des rues qui vit à Bombay, en reprenant les codes habituels des films de Bollywood : intrigue policière, chansons et danses.

## Synopsis
Romeo est le chien d'une famille aisée de Bombay. Un beau jour, ses propriétaires déménagent pour Londres en le laissant derrière eux et il se retrouve abandonné dans la rue. Trois chiens, Guru, Interval et Hero English, et Mini, un chat qui se prend pour un chien, le rencontrent et l'acceptent dans leur groupe. Le groupe monte une affaire qui marche, mais se trouve bientôt confronté aux menaces d'un chien gangster, Charlie Anna. Peu après, Roméo tombe amoureux de la belle Laila, que Charlie Anna convoite également.

## Fiche technique
- Titre anglais : Roadside Romeo
- Titre original : रोडसाइड रोमियो
- Réalisateur : Jugal Hansraj
- Producteurs : Aditya Chopra, Yash Chopra
- Studios de production : Yash Raj Films et Walt Disney Pictures
- Scénario : Jugal Hansraj
- Storyboard : Samar Shaikh
- Image : Anshul Chobey
- Son : Ganesh Gangadharan
- Musique : Salim-Sulaiman
- Effets spéciaux : Tata Elxsi
- Directeurs de l'animation : Suhail Merchant, Shrirang Sathaye
- Chorégraphes : Rajeev Goswami, Mini Johny
- Montage : Arif Ahmed
- Pays :  Inde
- Langue : hindi
- Budget : environ 7 millions de dollars[2]
- Durée : 93 minutes
- Dates de sortie[3] :
  - 23 octobre 2008 : Koweit, Pays-Bas
  - 24 octobre 2008 : Inde, Singapour, Royaume-Uni, États-Unis (limité)
  - 29 mai 2009 : Turquie
  - 11 juin 2009 : Brésil
- Distribution : Yash Raj Films (tous supports), Walt Disney Studios Motion Pictures (sortie en salle aux États-Unis),

## Distribution

### Voix hindies
- Saif Ali Khan : Romeo
- Kareena Kapoor Khan : Laila
- Javed Jaffrey (en) : Charlie Anna
- Vrajesh Hirjee : Guru
- Kiku Sharda : Hero English
- Suresh Menon : Interval
- Tanaaz Currim Irani : Mini
- Sanjay Mishra : Chhainu

### Voix originales
- Scott Weinger : Romeo
- Paige O'Hara : Laila
- James Woods : Charlie Anna
- Richard Kind : Guru
- Robin Williams : Hero English
- Gilbert Gottfried : Interval
- Dakota Fanning : Mini
- Nathan Lane : Chhainu